# Der Standard
Der Standard è un quotidiano austriaco con sede a Vienna. Il giornale è stato fondato da Oscar Bronner nel 1988, sul modello del New York Times. Ha tendenze verso la sinistra liberale.
Dalla sua fondazione è pubblicato in formato Berliner e online.

## Storia
Il nome Der Standard  è stato impostato solo dopo i primi problemi. Esempi di problemi, i cosiddetti numeri zero, pubblicati con il titolo Wirtschaftsblatt. Alla fine è stato concordato lo Standard per i modelli del mondo anglofono, dove esistono giornali come il London Evening Standard.
La prima edizione dello Standard è stata pubblicata il 19 ottobre 1988. Il giornale è stato fondato da Oscar Bronner e la casa editrice Axel Springer ha investito il 50% nel finanziamento della start-up. Nel 1995 derStandard.at è il primo sito web di un giornale in lingua tedesca, che è stato pubblicato online il 2 febbraio 1995. Inizialmente aveva una propria redazione, sebbene i contenuti delle edizioni cartacee fossero anche pubblicati online.
Il 1 ° luglio 2007, Alexandra Föderl-Schmid è stata seconda redattrice a fianco di Oscar Bronner, questa posizione era detenuta dal 1992, Gerfried Sperl. Dal il 1 ottobre 2012, la Föderl-Schmid è diventata anche co-editore dello standard e derStandard.at. Dopo 27 anni di lavoro allo Standard, nel novembre 2017, Martin Kotynek è succeduto a lei come redattore capo. La gestione provvisoria, prima del cambio, fu affidata a Rainer Schüller.
Alla fine del 2012, la Standard Mediengruppe si è trasferita nella Vordere Zollamtsstraße al n°13, nel 3º distretto di Vienna, una volta l'istituzione principale della Zentralsparkasse del comune di Vienna. Il 19 giugno 2013, l'edizione stampata e online sono stati infine accorpati non solo spazialmente, ma anche dal punto di vista organizzativo.

## Linea editoriale
Il giornale è impegnato nel codice d'onore della stampa austriaca e descrive la sua linea editoriale come liberale e indipendente, anche se gli addetti ai lavori considerano Der Standard come liberale di sinistra.
Lo Standard pubblica regolarmente anche commenti di personaggi noti a livello internazionale come Joseph E. Stiglitz, Peter Singer o Joschka Fischer. Il venerdì lo Standard pubblica l'inserto autoprodotto Rondo, che tratta di moda, cosmetici, viaggi, design, tecnologia, cibo, musica e film. Ogni lunedì, il giornale include anche un inserto di otto pagine con estratti dal New York Times.
Dal 1998, il giornale organizza e sponsorizza annualmente il Premio del pubblico del Festival Internazionale del Cinema di Vienna (Viennale). Nel 2006, Der Standard ha seguito l'esempio del Süddeutsche Zeitung e ha iniziato a pubblicare una cineteca con una serie di 295 film in DVD, di nome The Austrian Film (a partire dal 2018), scegliendo film austriaci "interessanti" e "popolari".
La sezione degli scacchi, che contiene giochi, puzzle e commenti sui giochi, è stata gestita da ruf & ehn (Michael Ehn) dal 1990. Come parte integrante del giornale viene pubblicata, da una a due pagine, una sezione commenti, su cui quotidianamente esperti, scienziati o politici si esprimono su temi attuali, rispondendo a posizioni o richieste, spesso nei giorni successivi.
Le caricature sono fornite, tra gli altri, da Oliver Schopf e, periodicamente, da molti altri caricaturisti.